# Gazlıgölakören, İhsaniye
Akören (trước đây là: Gazlıgölakören) là một phần của thị trấn ̇İhsaniye, quận ̇İhsaniye, tỉnh Afyonkarahisar, Thổ Nhĩ Kỳ. Dân số năm 2021 là  364 người). Trước Tái tổ chức 2013, đây là một thị trấn (belde).